# Guellal
Guellal (în arabă قلال) este o comună din provincia Sétif, Algeria.
Populația comunei este de 21.385 de locuitori (2008).